# Eidoloscopio
El Eidoloscopio es una cámara presentada públicamente por primera vez en abril de 1895 que hacía las funciones conjuntas de filmar y proyectar. Emitía sucesiones de imágenes sin intermitencias en una pared o pantalla, lo que permitía que fuesen vistas al mismo tiempo por una gran cantidad de público, a diferencia de lo que ocurría con anteriores sistemas de proyección de imágenes.
La máquina fue creada por Woodville Latham aparentemente con la ayuda de Dickson en su diseño y ofreciendo conocimientos técnicos.

## Historia
Woodville Latham y sus hijos, Otway y Gray, se convirtieron en apasionados precursores de la idea de exhibir combates de boxeo íntegros ante una concurrencia numerosa. Para lograr su objetivo, los Latham se asociaron con William Kennedy-Laurie Dickson, inventor inglés y asistente de Edison desde 1891 (que estaba insatisfecho de su colaboración con el “Brujo de Menlo Park”); y Eugène Lauste, un francés, íntimo amigo de Dickson, que también había trabajado con Edison.
A finales de 1894 formaron The Lambda Company, que se daría a conocer por su revolucionario aparato, el eidoloscopio: una cámara que hacía las funciones conjuntas de filmar y proyectar. Emitía sucesiones de imágenes sin intermitencias en una pared o pantalla lo que permitía que fuesen vistas al mismo tiempo por una cantidad grande de público, a diferencia de lo que ocurría con anteriores sistemas de proyección de imágenes. Para evitarse problemas legales, los Latham doblaron la anchura de la cinta de Edison a 70 milímetros, tamaño que facilitaba una imagen más clara, más nítida y con mayor contraste. 
El 26 de febrero de 1895 los Latham rodaron por primera vez un filme con el eidoloscopio.

### Primera Producción
La primera producción de The Lambda Company utilizando el eidoloscopio fue el combate que disputaron el 4 de mayo de 1895 en el Madison Square Garden de Nueva York el boxeador australiano Albert Griffiths, más conocido como “Young Griffo”, y “Battling” Charles Barnett. En él, ambos pugilistas sostuvieron un nutrido intercambio de golpes, pero el encuentro finalizó en un empate. 
La pelea tuvo cuatro asaltos de un minuto y medio de duración. Entre los asaltos había medio minuto de descanso. Los ocho minutos de la acción fueron rodados sin interrupción. Antes solo se podía filmar de un tirón algo más de 40 metros de película, pero Eugène Lauste y W.K.L Dickson añadieron una presilla a la cámara, la cual formaba un bucle en la película con el que se liberaba la tensión justo antes de que pasara a la ventana del obturador y luego de que saliera de ella, de manera que el mecanismo intermitente impidiera impresionar directamente la película aún no expuesta. El invento, autoría de los Latham, se estrenó con éxito durante el combate y fue conocido como la “presilla Latham”. Con ello se consiguió que la capacidad para el rodaje continuado solo estuviera limitada por la cantidad de película que se podía almacenar en la bobina de la cámara filmadora.
Los Latham abrieron una pequeña sala de exhibiciones en el número 156 de Broadway, en la ciudad de Nueva York. Allí, el 20 de mayo de 1895, estrenaron sobre una gran pantalla blanca  "Boxing Contest between Young Griffo and Charley Barnett"(1895), siendo ésta la primera película de la historia del cine que se proyectó ante una concurrencia que había pagado por entrar. 
La publicidad del filme anunciaba que este podía verse todos los días, con intervalos de 15 minutos entre cada exhibición, y que durante la proyección los asistentes podían permanecer cómodamente sentados.